# Bake Off Italia - Dolci in forno (prima edizione)
La prima edizione di Bake Off Italia - Dolci in forno è stata girata presso  Villa Arconati, chiamata anche con il nome di Castellazzo, una delle ville storiche del Parco delle Groane, situata a Bollate, nella frazione di Castellazzo di Bollate. Il programma è prodotto da Magnolia. È andato in onda dal 29 novembre 2013 al 3 gennaio 2014. La vincitrice della prima edizione del programma è stata Madalina Pometescu, concorrente di origine romena, la quale, come premio del programma, ha avuto la possibilità di creare un libro di ricette e di pubblicarlo con Rizzoli Editore.
Il programma è presentato da Benedetta Parodi ed ha come giudici Ernst Knam e Clelia d'Onofrio.

## Concorrenti[5]
|    | Concorrente        | Età | Occupazione                   | Città          | Posizione            |
| -- | ------------------ | --- | ----------------------------- | -------------- | -------------------- |
| 1ª | Madalina Pometescu | 26  | Promoter                      | Marsciano (PG) | Vincitrice           |
| 2ª | Lucia Mosci        | 25  | Decoratrice e restauratrice   | Genova         | Seconda classificata |
| 3° | Emanuele Patrini   | 38  | Manager del rischio sanitario | Milano         | Terzo classificato   |
| 4ª | Elisa Sommariva    | 18  | Neodiplomata                  | Milano         | Eliminata            |
| 5° | Andrea Romeo       | 23  | Studente                      | Milano         | Eliminato            |
| 6º | Marilena La Mura   | 30  | Casalinga                     | Salerno        | Eliminata            |
| 6º | Giorgio Paolucci   | 36  | Disoccupato                   | Roma           | Eliminato            |
| 7ª | Elena Bettonica    | 57  | Casalinga                     | Milano         | Eliminata            |
| 8° | Roberto Corradin   | 26  | Allenatore di calcio          | Modena         | Eliminato            |

## Tabella eliminazioni
| 1 | Lucia    | Emanuele | Elisa    | Madalina | Madalina | Lucia    | Madalina |  |  |  |  |  |  |  |  |  |  |  |  |  |  |  |  |  |  |  |  |  |  |  |  |  |  |  |  |  |
| 2 | Madalina | Madalina | Andrea   | Lucia    | Emanuele | Madalina | Lucia    |  |  |  |  |  |  |  |  |  |  |  |  |  |  |  |  |  |  |  |  |  |  |  |  |  |  |  |  |  |
| 3 | Emanuele | Lucia    | Emanuele | Elisa    | Lucia    | Emanuele |          |  |  |  |  |  |  |  |  |  |  |  |  |  |  |  |  |  |  |  |  |  |  |  |  |  |  |  |  |  |
| 4 | Andrea   | Marilena | Madalina | Emanuele | Elisa    |          |          |  |  |  |  |  |  |  |  |  |  |  |  |  |  |  |  |  |  |  |  |  |  |  |  |  |  |  |  |  |
| 5 | Marilena | Giorgio  | Lucia    | Andrea   |          |          |          |  |  |  |  |  |  |  |  |  |  |  |  |  |  |  |  |  |  |  |  |  |  |  |  |  |  |  |  |  |
| 6 | Giorgio  | Andrea   | Marilena |          |          |          |          |  |  |  |  |  |  |  |  |  |  |  |  |  |  |  |  |  |  |  |  |  |  |  |  |  |  |  |  |  |
| 7 | Elisa    | Elisa    | Giorgio  |          |          |          |          |  |  |  |  |  |  |  |  |  |  |  |  |  |  |  |  |  |  |  |  |  |  |  |  |  |  |  |  |  |
| 8 | Elena    | Elena    |          |          |          |          |          |  |  |  |  |  |  |  |  |  |  |  |  |  |  |  |  |  |  |  |  |  |  |  |  |  |  |  |  |  |
| 9 | Roberto  |          |          |          |          |          |          |  |  |  |  |  |  |  |  |  |  |  |  |  |  |  |  |  |  |  |  |  |  |  |  |  |  |  |  |  |

Legenda:
     Il concorrente ha vinto la gara
     Il concorrente si è classificato secondo
     Il concorrente si è classificato terzo
     Il concorrente ha vinto la puntata ed ha diritto ad indossare il "grembiule blu"
     Il concorrente ha vinto la puntata ed anche la prova tecnica
     Il concorrente ha vinto la prova tecnica ed è salvo
     Il concorrente è salvo ed accede alla puntata successiva (l'ordine di chiamata è casuale)
     Il concorrente figura tra gli ultimi 2/3 ed è a rischio eliminazione
     Il concorrente è stato eliminato al termine della prova creativa
     Il concorrente è stato eliminato
     Il concorrente accede alla finalissima
|               | 1         | 2         | 3         | 4         | Semifinale | Finale     | Grembiuli blu vinti |
| Prova Tecnica | Madalina  | Madalina  | Elisa     | Lucia     | Madalina   | Lucia      | Grembiuli blu vinti |
| Madalina      | SALVA     | SALVA     | SALVA     | PRIMA     | PRIMA      | VINCITRICE | 2                   |
| Lucia         | PRIMA     | SALVA     | ULTIMI 3  | SALVA     | ULTIMI 2   | SECONDA    | 1                   |
| Emanuele      | SALVO     | PRIMO     | SALVO     | ULTIMI 2  | SALVO      | TERZO      | 1                   |
| Elisa         | SALVA     | ULTIMI 2  | PRIMA     | SALVA     | ELIMINATA  |            | 1                   |
| Andrea        | SALVO     | SALVO     | SALVO     | ELIMINATO |            |            | 0                   |
| Marilena      | SALVA     | SALVA     | ELIMINATA |           |            |            | 0                   |
| Giorgio       | SALVO     | SALVO     | ELIMINATO |           |            |            | 0                   |
| Elena         | ULTIMI 2  | ELIMINATA |           |           |            |            | 0                   |
| Roberto       | ELIMINATO |           |           |           |            |            | 0                   |

Legenda:
     Il concorrente ha vinto la gara
     Il concorrente ha vinto il grembiule blu
     Il concorrente si classifica al terzo posto
     Il concorrente è salvo e accede alla puntata successiva
     Il concorrente, al termine di una prova, o della puntata, figura tra gli ultimi 2 o 3 classificati ed è a rischio eliminazione, ma si salva
     Il concorrente è stato eliminato al termine della puntata
     Il concorrente si è ritirato dalla gara
     Il concorrente ha perso la sfida finale

## Riassunto episodi

### Episodio 1
Prima TV: 29 novembre 2013
- La prova di creatività: I concorrenti avevano tre ore di tempo per preparare due tipi di pane e due tipi di marmellate.
- La prova tecnica: I concorrenti avevano un'ora e mezza di tempo per preparare una Torta Sacher seguendo la ricetta di Ernst Knam. Dopo l'assaggio i due giudici hanno decretato che la torta migliore era la torta preparata da Madalina, mentre la peggiore era quella preparata da Elena.
- Concorrente eliminato: I due giudici decidono che la migliore della puntata è Lucia e che Roberto deve lasciare la gara.

### Episodio 2
Prima TV: 6 dicembre 2013
- La prova di creatività: Per la prova di abilità di questa puntata, ogni concorrente aveva un'ora di tempo per preparare un tiramisù, usando la loro creatività.
- La prova tecnica: Ogni concorrente aveva 3 ore di tempo per preparare 40 macarons: 20 macarons con la farcitura al lampone e 20 macarons con la farcitura al lime.
- Concorrente eliminato: I due giudici decidono che il migliore della puntata è Emanuele e che Elena deve lasciare la gara.

### Episodio 3
Prima TV: 13 dicembre 2013
- La prova di creatività: Prima dell'inizio della prova, Benedetta Parodi comunica ai concorrenti che in questa puntata ci saranno ben due eliminati. In questa prova di abilità ogni concorrente aveva un'ora e mezza per reinterpretare la torta mimosa.
- La prova tecnica: I concorrenti avevano un'ora e 45 minuti per preparare una torta red velvet.
- Concorrente eliminato: I due giudici decidono che la migliore della puntata è Elisa e che Giorgio e Marilena devono lasciare la gara.

### Episodio 4
Prima TV: 20 dicembre 2013
- La prova di creatività: In questa prova di creatività i concorrenti devono preparare in un'ora e quindici minuti, una torta caprese al cioccolato, con un abbinamento che esalti il gusto del cioccolato.
- La prova tecnica: I concorrenti devono preparare 30 bignè con cinque farciture diverse e cinque glassature diverse avendo un'ora e mezza di tempo a disposizione.
- Concorrente eliminato: I due giudici decidono che la migliore della puntata è Madalina e che Andrea deve lasciare la gara.

### Episodio 5
Prima TV: 27 dicembre 2013
- La prova di creatività: In questa prova di creatività i concorrenti devono preparare in un'ora e mezza la loro versione di un dolce natalizio.
- La prova tecnica: I concorrenti devono preparare 150 biscotti natalizi di cinque tipi diversi (cornetti alla vaniglia, cookies, Shortbread, Sablé e stelle di cannella) avendo due ore di tempo a disposizione.
- Concorrente eliminato: I due giudici decidono che la migliore della puntata è Madalina e che Elisa non passa in finale.

### Episodio 6
Prima TV: 3 gennaio 2014
- La prova di creatività: Prima dell'inizio delle prove, Benedetta Parodi annuncia che questa ultima puntata sarà composta da tre prove divise in due giorni e che al termine della prima prova, un concorrente verrà eliminato. I concorrenti devono realizzare in un'ora e mezza la loro idea di Cassata siciliana. Al termine di questa prima prova, i giudici decidono che Emanuele deve lasciare la gara.
- La prova tecnica: Le due finaliste devono realizzare, seguendo la ricetta di Knam, il dolce tra i più famosi realizzati presso la pasticceria di Ernst Knam: la mousse a tre cioccolati. La torta deve essere realizzata in tre ore in tempo. I giudici decidono che la torta migliore è quella di Lucia.
- Prova finale: Come prova finale, le due ragazze devono realizzare in due ore di tempo, il loro cavallo di battaglia, ovvero la torta che le rappresenta e che riesce meglio loro.
- Vincitrice: La vincitrice della prima edizione di Bake Off Italia - Dolci in forno secondo i giudici è Madalina.

## Ascolti
Fin dalla prima puntata lo show ha avuto buoni ascolti, registrando 895.000 telespettatori, con uno share dello 3,11% . La puntata che ha registrato maggiori ascolti è stata la finale, tenutasi il 3 gennaio 2014, che ha registrato 1.536.000 telespettatori, con uno share dello 5,36%.
La prima puntata e l'ultima sono state trasmesse anche su DMAX.
| Puntata    | Data             | Telespettatori | Share |
| ---------- | ---------------- | -------------- | ----- |
| 1          | 29 novembre 2013 | 895.000        | 3,11% |
| 2          | 6 dicembre 2013  | 526.000        | 1,9%  |
| 3          | 13 dicembre 2013 | 780.000        | 3,0%  |
| 4          | 20 dicembre 2013 | 739.000        | 2,78% |
| Semifinale | 27 dicembre 2013 | 717.000        | 2,7%  |
| Finale     | 3 gennaio 2014   | 1.536.000      | 5.36% |
| Media      | Media            | 894.600        | 3,35% |

- Con 1.536.000 telespettatori e il 5.36% di share, la finale di questa edizione risulta la più vista nella storia del programma.